# Norman (Carolina del Nord)
Norman és una població dels Estats Units a l'estat de Carolina del Nord. Segons el cens del 2000 tenia 72 habitants.

## Demografia
Segons el cens del 2000, Norman tenia 72 habitants, 33 habitatges i 16 famílies. La densitat de població era de 64,6 habitants per km².
Dels 33 habitatges en un 33,3% hi vivien nens de menys de 18 anys, en un 33,3% hi vivien parelles casades, en un 12,1% dones solteres, i en un 51,5% no eren unitats familiars. En el 48,5% dels habitatges hi vivien persones soles el 27,3% de les quals corresponia a persones de 65 anys o més que vivien soles. El nombre mitjà de persones vivint en cada habitatge era de 2,18 i el nombre mitjà de persones que vivien en cada família era de 3,38.
Per edats la població es repartia de la següent manera: un 25% tenia menys de 18 anys, un 5,6% entre 18 i 24, un 26,4% entre 25 i 44, un 23,6% de 45 a 60 i un 19,4% 65 anys o més.
L'edat mediana era de 40 anys. Per cada 100 dones de 18 o més anys hi havia 68,8 homes.
La renda mediana per habitatge era de 15.625 $ i la renda mediana per família de 21.607 $. Els homes tenien una renda mediana de 20.500 $ mentre que les dones 0 $. La renda per capita de la població era de 8.959 $. Entorn del 23,5% de les famílies i el 33,3% de la població estaven per davall del llindar de pobresa.

## Poblacions més properes
El següent diagrama mostra les poblacions més properes.